# St. Peter und Paul (Marianka)
Die Kirche St. Peter und Paul in dem zur Gmina Pasłęk gehörenden Ort Marianka in der polnischen Woiwodschaft Ermland-Masuren stammt aus der ersten Hälfte des 14. Jahrhunderts und war bis 1945 Pfarrkirche des evangelischen Kirchspiels Marienfelde im ostpreußischen Kreis Preußisch Holland.

## Geographische Lage
Marianka liegt drei Kilometer nordwestlich der Stadt Pasłęk (Preußisch Holland) im Powiat Elbląski (Kreis Elbing). Die Kirche steht in der Ortsmitte auf der Westseite der Hauptstraße Pasłęk–Pomorska Wieś (Pomehrendorf).

## Kirchengebäude
Bereits 1334 wurde die kleine Dorfkirche im damaligen Campens Mariae in einem Dokument erwähnt. und erhielt den Chorabschluss wohl bereits vor dieser Zeit. Alle wesentlichen Teile des gotischen Backsteinbauwerks wie Kirchenschiff und Vorhalle stammen aus der ersten Hälfte des 14. Jahrhunderts, die Sakristei aus der zweiten Hälfte, und der Turm dürfte gegen 1400 errichtet worden sein.
Der Chor wurde 1515 mit reichem Zellengewölbe – geschaffen vom Danziger Meister Matz – ausgestattet, während das Langhaus schon immer flach gedeckt war und 1723 eine neue Flachdecke erhielt.
Im Jahre 1892 entdeckte man bei Ausbesserungsarbeiten an der Südwand überlebensgroße Wandgemälde unter einer dreifachen Putzschicht, die um 1450 entstanden waren, und auf der Innenseite der Tür des Sakramentshäuschens ein Gemälde des Schmerzenmannes. Die Wandgemälde wurden vermutlich vom Komtur Heinrich Reuß von Plauen sowie einem unbekannten Nikolaus von Lubichau gestiftet.
Der Schnitzaltar mit dem Bild der Auferstehung Christi im Oberteil stammt aus dem Jahr 1682, und die Kanzel sowie Taufkammer von 1692 sind Werke von Isaak Riga. Noch aus vorreformatorischer Zeit sind der Taufstein und zwei Messingleuchter erhalten geblieben.
Die Orgel wurde 1853 erbaut. Das Geläut bestand vor 1945 aus drei Glocken.
2012 wurde erstmals von gotischen Wandmalereien in der Kirche berichtet. 2016 wurde mit Unterstützung der Deutsch-polnischen Stiftung Kulturpflege und Denkmalschutz (DPS) an der Restaurierung der Wandbilder gearbeitet. Die Wandmalereien "Verkündigung" und "Christus, Gottvater und Heilige Barbara" wurden von der Restauratorin Joanna Arszynska aus Toruń (Thorn) wieder neu zur Geltung gebracht.
Seit 1945 ist die bisher evangelische Pfarrkirche ein zu Ehren der  Apostel Petrus und Paulus geweihtes römisch-katholisches Gotteshaus und wurde auch baulich den veränderten liturgischen Gebräuchen angepasst.

## Kirchengemeinde
Die Gründung der Kirche in Marienfelde weist ins 14. Jahrhundert zurück.

## Evangelisch

### Geschichte
Nach Einführung der Reformation in Ostpreußen übernahm sie hier die lutherische Lehre, die über 400 Jahre das kirchliche Leben prägte. Die Pfarrstelle in Marienfelde war bis 1945 durchgehend besetzt. Zur Pfarrkirche gehörten im Jahre 1925 14 Kirchspielorte, in denen 2560 Gemeindeglieder wohnten. Die Pfarrei war in den Kirchenkreis Preußisch Holland (polnisch Pasłęk) in der Kirchenprovinz Ostpreußen der Kirche der Altpreußischen Union eingegliedert.
Flucht und Vertreibung der einheimischen Bevölkerung setzten 1945 und in den Jahre danach dem Leben der evangelischen Gemeinde in Marianka ein Ende. Hier heute lebende evangelische Einwohner sind jetzt der Diözese Masuren der Evangelisch-Augsburgischen Kirche in Polen zugeordnet, die seitens der Pfarrei in Ostróda (Osterode) in Pasłęk eine Filialgemeinde versorgt.

### Kirchspielorte
Bis 1945 gehörten zum Kirchspiel Marienfelde die Orte:
| Deutscher Name | Polnischer Name |  | Deutscher Name | Polnischer Name |
| -------------- | --------------- |  | -------------- | --------------- |
| * Briensdorf   | Borzynowo       |  | * Luxethen     | Łuksty          |
| * Bunden       | Bądy            |  | Marienfelde    | Marianka        |
| Davids         | Dawidy          |  | * Rapendorf    | Aniołowo        |
| Giebitten      | Gibity          |  | * Rogau        | Rogowo          |
| Guhrenwalde    | Górski Las      |  | Siebenhufen    | Siódmak         |
| Hasselbusch    | Leszczyna       |  | * Steegen      | Stegny          |
| Koken          | Kawki           |  | Wickerau       | Wikrowo         |

### Pfarrer
In der Zeit ihres Bestehens waren in der Kirchengemeinde Marienfeld als Pfarrer tätig:
- NN., bis 1554
- Johann Morgenstern, 1554–1595
- Gallus Strauß, 1595–1607
- Heinrich Wolluhn, 1648/1657
- Jacob Siegmann, 1656–1679
- Laurentius Matzke, 1680–1720
- Johann Friedr. Leisler, 1721–1726
- Friedrich Herrmann, 1726–1734
- Christian Friedrich Bernuht, 1734–1762
- Johann Friedrich Krantz, 1763–1807
- Christoph Ludwig Albrecht, 1806–1811
- Absolom Springer, 1811–1836
- Christ. L. Siegr. Kähler, 1837–1882
- Joh. Friedr. Herm. Freitag, 1883–1911
- Richard Leu, 1908
- Richard Vierzig, 1908–1910
- Georg Wagner, 1910–1911
- Willy Kittmann, 1911
- Albert Grützmacher, 1912–1913
- Oskar Arthur Siegmund, 1913–1943
- Alfred Meyrahn, 1944–2945

## Römisch-katholisch
Vor 1945 gehörten die römisch-katholischen Einwohner Marienfeldes zur Pfarrei St. Josef in der Kreisstadt Preußisch Holland. Im Jahre 1945 übernahmen sie die von den Evangelischen aufgegebene Dorfkirche, veränderten sie baulich entsprechend ihren veränderten liturgischen Ansprüchen und widmeten sie den Aposteln Petrus und Paulus. Das Gotteshaus ist heute wie auch das im benachbarten Węzina (Weeskendorf) eine Filialkirche der Pfarrei St. Josef. Diese gehört zum Dekanat Pasłęk I im Bistum Elbląg (Elbing). Sie wird von zwei Geistlichen betreut.